# Dexia (rodzaj)
Dexia – rodzaj muchówek z rodziny rączycowatych (Tachinidae).

## Gatunki
- D. caldwelli Curran, 1927[2]
- D. rhodesia Curran, 1941[3]
- D. divergens Walker, 1856[2]
- D. extendens Walker, 1856[2]
- D. flavida (Townsend, 1925)[2]
- D. fulvifera von Röder, 1893[2]
- D. gilva Mesnil, 1980[2]
- D. hainanensis Zhang, 2005[2]
- D. rustica (Fabricius, 1775)[2][4]
- D. vacua (Fallén, 1817)[4]
- D. ventralis Aldrich, 1925[2]